# Aeroportul Internațional Sarasota–Bradenton
Aeroportul Internațional Sarasota–Bradenton (IATA: SRQ, ICAO: KSRQ, FAA LID: SRQ) este un aeroport din Florida, Statele Unite ale Americii ce deservește zona Sarasota. Aeroportul a fost tranzitat în 2023 de 4.322.408 pasageri. A fost deschis în mai 1941 și numit după zona deservită.
Situat la o altitudine de 9 m, aeroportul dispune de 2 piste.

## Infrastructură

### Piste
Aeroportul dispune de 2 piste. Pista 04/22 are suprafața de asfalt și dimensiunile 5.009 picioare × 150 picioare. Pista 14/32 are suprafața de asfalt și dimensiunile 9.500 picioare × 150 picioare. 